# Essen Lindahl
Essen Herman Georg Lindahl, född 5 juli 1916 i Töreboda, död 6 september 2000 i Töreboda, var en svensk socialdemokratisk riksdagspolitiker.
Lindahl var direktör vid Folksams informationsavdelning. Han var ledamot av riksdagens andra kammare 1958-1970 och riksdagsledamot i enkammarriksdagen 1971-1982, hela tiden för Stockholms läns valkrets.